# Il violinista (Chagall 1911)
Il violinista è un dipinto a olio su tela (94,5x69,5 cm) realizzato nel 1911 dal pittore Marc Chagall. È conservato nel Kunstsammlung Nordrhein-Westfalen a Düsseldorf.
Questo dipinto è uno dei primi aventi per soggetto un suonatore nella produzione dell'artista.